# El Madrileño
El Madrileño es el cuarto álbum de estudio del rapero, cantante y compositor español C. Tangana. Escrito por Tangana y coproducido con Alizzz, el álbum fue lanzado a través de Sony Music España el 26 de febrero de 2021. Con este disco, Tangana incursionó en un sonido más orgánico y orientado a la guitarra que sus lanzamientos anteriores de hip hop y urbano, enfocándose en un álbum colaborativo como tributo a sus amplias raíces. Doce de los catorce temas están en colaboración con otros reconocidos artistas latinos de folk, rock o flamenco de muchos países y edades. El resultado es un mosaico colorido de las influencias adolescentes de Tangana y la adopción de un nuevo alter ego que lleva el nombre del álbum.
El disco se convirtió en un éxito comercial, debutando en la cima de las listas españolas y alcanzando el puesto ocho en la lista Top Latin Albums de Estados Unidos. Fue el disco más vendido en España de 2021. La promoción previa a su lanzamiento abarcó el lanzamiento de tres sencillos: «Demasiadas Mujeres», «Tú Me Dejaste de Querer» —ambos acompañados de videos musicales producidos por Little Spain— y «Comerte Entera». El sencillo principal encabezó las listas en España y el tercero alcanzó el top diez. «Tú Me Dejaste de Querer» rápidamente logró convertirse en el sencillo con mejor desempeño de Tangana, debutando en el número uno en España e ingresando a las listas de Argentina y al Billboard Global 200. A pesar de no recibir promoción radial, «Ingobernable», con los Gipsy Kings, debutó en el número uno en la lista semanal de PROMUSICAE. El 18 de febrero de 2022 se lanzó una reedición, La Sobremesa, que incluye sencillos tardíos como «Ateo», así como la grabación del concierto NPR Tiny Desk de Tangana.
Con El Madrileño, C. Tangana obtuvo sus primeras nominaciones al Grammy Latino como intérprete. Anteriormente había recibido cuatro premios por sus contribuciones como coautor de El mal querer (2018), el segundo álbum de Rosalía, y por su canción «Malamente», que también coescribió. El Madrileño fue nominado a Álbum del año y ganó mejor álbum de ingeniería, mientras que el dueto de Omar Apollo «Te Olvidaste» fue nominado a Grabación del año y mejor canción alternativa. «Nominao», con Jorge Drexler, ganó la última categoría mientras que «Hong Kong», con Andrés Calamaro, obtuvo el premio a la mejor canción pop/rock. Amigo y colaborador musical de Tangana desde hace mucho tiempo, Alizzz, obtuvo una nominación a Productor del año. El Madrileño fue incluido en la lista de Rolling Stone «Los 250 mejores álbumes del siglo XXI hasta ahora».

## Grabación
El disco fue grabado durante 2020, y según una entrevista publicada en El País a principios de 2021, el propio artista dice:

“Si no llega a ser por la pandemia, El madrileño hubiera empezado a hacerlo a finales de 2021. Tenía un disco grabado de música urbana, muchísimo rap, la superación del trap. Empezó la pandemia y me empecé a rallar, me pareció que no estaba a la altura de los tiempos. Este sí lo está”.

## Promoción

### Sencillos
En octubre de 2020 se lanza el single "Demasiadas Mujeres" y en noviembre "Tú Me Dejaste De Querer", junto con La Húngara y el Niño de Elche. Un éxito que llegaría a ser número uno de LOS40 en España, a finales de enero de 2021. Ambos sencillos se convertirían en disco de platino. También en enero de 2021, el tercer sencillo titulado "Comerte Entera", en colaboración con el cantante y guitarrista brasileño Toquinho, fue lanzado con buena aceptación. A finales de febrero, lanzaba "Nominao" junto al compositor Jorge Drexler.
| Sencillo                  | Lanzamiento            |
| ------------------------- | ---------------------- |
| "Demasiadas Mujeres"      | 8 de octubre de 2020   |
| "Tú Me Dejaste De Querer" | 6 de noviembre de 2020 |
| "Comerte Entera"          | 15 de enero de 2021    |
| "Nominao"                 | 26 de febrero de 2021  |
| "Los Tontos"              | 5 de marzo de 2021     |

### Lanzamiento
El 26 de febrero de 2021 fue lanzado el disco completo en formato CD así como en la plataforma de streaming Spotify, alcanzado el #1 en los debuts de álbumes del fin de semana, siendo el primer álbum español que lo consigue. El 16 de abril se lanzó en formato vinilo. Durante las primeras semanas, varias canciones del disco estuvieron entre las más escuchadas en España, y el sencillo "Ingobernable", en colaboración con los Gipsy Kings, fue el sencillo más escuchado del país.

## Invitados
En esta última producción del artista español, aparecen hasta 14 invitados.

## Recepción crítica
Luis M. Maínez de Mondosonoro le dio al disco un nueve sobre diez destacando que "El madrileño es un álbum autoconsciente y elaborado al detalle, tanto en lo musical como a través del soporte visual sin el que no podríamos entender el trabajo".

## Lista de canciones
Todas las canciones han sido producidas por C. Tangana, Alizzz y Víctor Martínez, excepto las anotadas:
| N.º | Título                                                     | Escritor(es) | Productores                                              | Duración |  |
| 1.  | «Demasiadas mujeres»                                       | Cristian Quirante Catalán, Antón Álvarez Alfaro, Camilo Murillo, Francisco Naranjo, Genaro Monreal, Sergio Larrinaga | C. Tangana, Alizzz                                       | 2:33     |  |
| 2.  | «Tú me dejaste de querer» (con Niño de Elche y La Húngara) | Quirante Catalán, Álvarez, Harto Rodríguez, Juan António Jiménez Muñoz | C. Tangana, Alizzz                                       | 3:18     |  |
| 3.  | «Comerte entera» (con Toquinho)                            | Quirante Catalán, Álvarez, Daniele Alves Dos Santos, Víctor Martínez |                                                          | 2:54     |  |
| 4.  | «Nunca estoy»                                              | Quirante, Álvarez, Alejandro Sanz, Paul Jefferies, Rosario González Flores | C. Tangana, Alizzz, Nineteen85                           | 2:42     |  |
| 5.  | «Párteme la cara» (con Ed Maverick)                        | Quirante Catalán, Álvarez, Eduardo Hernández Saucedo, Víctor Martínez |                                                          | 2:47     |  |
| 6.  | «Ingobernable» (con Gipsy Kings)                           | Álvarez, Martínez, Quirante Catalán |                                                          | 3:07     |  |
| 7.  | «Nominao» (con Jorge Drexler)                              | Álvarez, Martínez, Quirante Catalán, Jorge Drexler | C. Tangana, Alizzz                                       | 2:56     |  |
| 8.  | «Un veneno (G Mix)» (con José Feliciano)                   | Álvarez, José Feliciano, Niño de Elche, Martínez, Álvaro Santos Martín | C. Tangana, Niño de Elche, Martínez, Alizzz, Raül Refree | 3:13     |  |
| 9.  | «Te olvidaste» (con Omar Apollo)                           | Álvarez, Federico Vindver, Omar Apollo, Rafael Arcaute | Vindver, Arcaute                                         | 3:07     |  |
| 10. | «Muriendo de envidia» (con Eliades Ochoa)                  | Quirante Catalán, Álvarez, Eliades Ochoa, José Fernández Salvador, Martínez |                                                          | 3:02     |  |
| 11. | «Cambia!» (con Carín León y Adriel Favela)                 | Quirante Catalán, Álvarez, Martínez, Adriel Favela, Carín León |                                                          | 3:08     |  |
| 12. | «Cuándo olvidaré» (con Pepe Blanco)                        | Quirante Catalán, Álvarez, Martínez, Tiara Thomas, Steve Arrington, Charles Carter, Elijah Dias, Gabriella Wilson, Jermaine Dupri, Roger Parker, Ron Latour, Shawn Carter, Waung Hankerson, Farruquito, Juan Fernández, Juan Carlos Cobián, Negro Cherokee, Greg Carmona, Enrique Cadícamo, Buddy Hankerson, Antonio Humanes |                                                          | 3:09     |  |
| 13. | «Los tontos» (con Kiko Veneno)                             | Quirante Catalán, Álvarez, Martínez, Kiko Veneno |                                                          | 3:12     |  |
| 14. | «Hong Kong» (con Andrés Calamaro)                          | Quirante Catalán, Álvarez, Martínez, Drexler, Andrés Calamaro |                                                          | 3:23     |  |

Notas
- "Demasiadas mujeres" contiene un fragmento de "El amor" de Sergio Larrinaga interpretado por la banda de cornetas y tambores Rosario de Cádiz; y de "Campanera" de Joselito.
- "Comerte entera" contiene un fragmento de "Daniele Puxa O Bonde" de DJ Wagner & MC Daniele.
- "Cuándo olvidaré" contiene un extracto de Pepe Blanco en Cantares; y un fragmento de  "Slide" de H.E.R. por YG.

## Posicionamiento en listas

### Lista semanales
| Listas (2021)                     | Mejor posición |
| --------------------------------- | -------------- |
| Estados Unidos (Latin Pop Albums) | 8              |
| España (PROMUSICAE)               | 1              |

## Certificaciones
| País (organismo certificador) | Certificación | Unidades certificadas |
| ----------------------------- | ------------- | --------------------- |
| España (PROMUSICAE)           | 4x Platino    | 160 000               |
| México (AMPROFON              | Oro           | 70 000                |

## Historial de lanzamiento
| País   | Fecha                 | Formato                       | Discografíca      | Ref.   |
| ------ | --------------------- | ----------------------------- | ----------------- | ------ |
| Mundo  | 26 de febrero de 2021 | CD descarga digital streaming | Sony Music España | [ 27 ] |
| España | 16 de abril de 2021   | Vinilo                        | Sony Music España | [ 28 ] |